# Уикенд на берегу океана
«Уикенд на берегу океана», «Уикенд в Зюйдкоте» (фр. Week-end à Zuydcoote) — художественный фильм 1964 года по одноимённому роману Робера Мерля.

## Сюжет
События фильма разворачиваются в окрестностях Дюнкерка на протяжении всего двух дней — 1-2 июня 1940 года. Герои фильма, несколько французских солдат, пытаются эвакуироваться вместе с британскими войсками в Англию, постоянно подвергаясь артобстрелам и налётам германской авиации. В фильме показана атмосфера деморализации и разложения французской армии накануне поражения.

## В ролях
- Жан-Поль Бельмондо — штаб-сержант французской армии Жюльен Майа
- Жан-Пьер Марьель — аббат Пьерсон, друг Майа
- Франсуа Перье — Александр
- Пьер Монди — Дьери
- Катрин Спаак — Жанна
- Жорж Жере — пулемётчик Пино
- Рональд Говард — капитан Робинсон
- Кеннет Хейг — Джон Аткинс
- Мари Дюбуа — Элен, жена Аткинса
- Доминик Зарди
- Кристиан Барбье — доктор Клод Сирилли
- Франсуа Жерен
- Жан-Поль Руссийон
- Альбер Реми
- Нижель Сток
- Поль Пребуа — солдат
- Пьер Вернье — гробовщик
- Алан Адер
- Бернар Мюссон